# Krutihlav červenokrký
Krutihlav červenokrký (Jynx ruficollis), známý také jako krutihlav rezavokrký, je druh ptáka z čeledi datlovití (Picidae) a rodu krutihlav (Jynx). Ve třech poddruzích se široce rozšířil napříč subsaharskou Afrikou, žije na otevřených stanovištích s roztroušenými stromy. Je to pták štíhlého a protáhlého těla o délce asi 19 cm, s malou hlavou, útlým zobákem, dlouhým vějířovitým ocasem a maskovacím zbarvením peří v šedé a hnědé barvě. Není vyvinut výrazný pohlavní dimorfismus, i když samci jsou o něco větší než samice. Stravu dospělců i mláďat tvoří téměř výhradně mravenci ve všech fázích jejich životního cyklu. Volání krutihlava tvoří série drsných, pronikavých tónů. V případě ohrožení tito ptáci kroutí krkem a hlavou, čímž imitují hada, toto chování navíc podtrhují syčivými zvuky, díky čemuž zřejmě odrazují možné predátory od útoku.
Krutihlav červenokrký hnízdí v již vyhloubených dutinách, obvykle stromových, preferuje stará hnízda jiných šplhavců. Nevystlaná hnízdní dutina obvykle leží 3–4 m nad zemí a snůšku tvoří tři nebo čtyři bílá vejce, kladená v jednodenních intervalech. Vajíčka inkubují oba členové páru, po 12–15 dnech se z nich vylíhnou slepá a neopeřená mláďata, která jsou odkázána na péči rodičů. Mladí krutihlavové se opeří za 25–26 dní, dospělosti se dožijí průměrně dvě mláďata. Krutihlav červenokrký má velmi rozsáhlý areál výskytu a jeho populace je velká a stále se rozrůstá. Z tohoto důvodu tento druh Mezinárodní svaz ochrany přírody (IUCN) pokládá za málo dotčený.